# IC 3
IC 3 هي مجرة إهليلجية مدمجة تبعد حوالي 228 مليون سنة ضوئية تقع في كوكبة الحوت. اكتشفها العالم الفلكي ستيفان جافيل في 27 أغسطس 1892.

## وصلات خارجية
- IC 3 على موقع ويكي سكاي: DSS2, SDSS, GALEX, IRAS, Hydrogen α, X-Ray, Astrophoto, Sky Map, Articles and images